# Ingolfiella (Tethydiella) grandispina
Ingolfiella (Tethydiella) grandispina is een vlokreeftensoort uit de familie van de Ingolfiellidae. De wetenschappelijke naam van de soort is voor het eerst geldig gepubliceerd in 1979 door Stock.